# Drăghicești, Argeș
Drăghicești este un sat în comuna Săpata din județul Argeș, Muntenia, România.